# Ljuddesign
Ljuddesign är arbetet med att forma ett ändamålsenligt och/eller fördelaktig ljud för en viss produkt, miljö eller varumärke. Det handlar alltså om att via hörseln påverka en användares upplevelser. Ljuddesign kan också uppfattas som arbetet med att bestämma hur ett visst ljud ska låta.

## Syfte
Syftet med ljuddesign kan vara att:
- skapa eller förstärka en produkt eller ett varumärkes identitet, exempelvis i termer av:
  - att produkten upplevs vara av god kvalitet.
  - att produkten upplevs som prisvärd.
  - att varumärket uppfattas som "ungdomligt"/"sportigt"/"traditionellt"/etc.
- förbättra användbarheten hos en produkt.
- öka välbefinnande eller produktivitet i en arbetsmiljö.
- öka försäljningen i en butiksmiljö.

## Metoder
Bland metoderna för att praktiskt uppnå en förändring av en ljudbild kan man se tre huvudinriktningar:
- att forma och lägga till (eller ta bort) uppspelade ljud
- att anpassa form och material för att ändra de akustiska egenskaperna
- att anpassa verksamheter så att ljud som uppstår hörs mer eller mindre för vissa användare

## Exempel på ljuddesignarbete
Hur detta går till i konkreta fall beror på vad som ska ljuddesignas:
- Ljuddesign av miljöer (kallas ofta akustisk design) innebär förutom arbete med själva lokalens form och dimensioner, att låta ljudmedvetna val styra inköp av produkter, val av material, uppspelat ljud och placering av aktiviteter. På så sätt kan miljöns ljudbild medvetet formas.

- Ljuddesign av signaler och feedbackljud. Exempel: att utforma ett ljud för en bils blinkers eller tuta.

- Ljuddesign inom film är att konstruera passande ljud som läggs till olika scener i en film. Några exempel är fotsteg, gnisslande gångjärn, bakgrundsljud, explosioner eller dinosaurievrål. Ofta är ljuden konstruerade i en studio med hjälp av rekvisita, men man kan också spela in befintliga ljud direkt från scenen och lägga in i ljudbilden, ibland efter att ha modifierat dem.

## Interaktiv ljuddesign
Interaktiv ljuddesign kombinerar datorer och musik inom design, högskoleutbildning och forskning.

### Designa ljud till mobiler, spel och musik
Med teknikutvecklingen sedan 2000 inom design av mobiler, spel och användarinteraktion med datorer har användningen av ljud i design- och utveckling blivit alltmer vanlig.
Det beror på att mobila tjänster använder ljud så som signaler, tal, röstigenkänning och musik för att människor ska kunna kommunicera.
Spel bygger på musikaliska och narrativa kvaliteter i ljudet för att bidra till en multimedial och social upplevelse för att göra spelet mer motiverande att spela. Exempel på populära spel som använder ljuddesign är Guitar Hero, Dance Dance Revolution och Rock Band.
Musikaliska ljud används också i viss utsträckning för att ge respons till den som interagerar och som bakgrundsmedium. Det sker speciellt när datorer alltmer blir en del av människors vardag och byggs in i tekniska saker, hus, bilar och kläder och blir "allerstädes närvarande", så kallat ubiquitous computing.

### Högskoleutbildning inom interaktiv ljuddesign
När kandidatprogram startade 2006 var Högskolan Kristianstad först att kalla kombinationen av utbildning inom datavetenskap och musik för interaktiv ljuddesign. Studenterna komponerar musik för spel, mobiler och ljudkonst genom att skriva programkod vilket gör att musiken, istället för att som i traditionell musik spelas upp från början till slut, kan skifta dynamiskt efter användarens interaktioner. Det finns i Sverige andra högskoleutbildningar som delar Kristianstads intresse för ljud men med andra inriktningar så som datorspel som Högskolorna i Skövde, Gotland, Blekinge, ljudteknik i Luleå/Piteå, och ljudkonst SoundArt Nordisk Masterutbildning/MFA. Kandidatprogrammet vid Högskolan i Kristianstad har senare lagts ner.

### Forskning inom estetiska uttryck, ljudkommunikation, teknik
Med de tekniska möjligheterna i datorer följer också möjligheter till nya estetiskt-tekniska uttryck, nya kommunikationssätt och uppfinningar. Flera av dessa har lett till forskning inom områden som teknik, humaniora/musikvetenskap, psykologi, design, interaktionsdesign, hälsa och konst. Några av de frågor man ställer sig är:
- Hur upplever människor datorbaserad interaktion med ljud och musik?
- Hur skapar man interaktiv ljuddesign och musik där användaren förändrar och är medskapare till ljudet?
- Hur kan traditionella kunskaper om musik och ljud användas när man undersöker och reflekterar över interaktiva ljud och musik?

Flera universitet och högskolor i Sverige och utomlands bedriver forskning inom området Interaktiv ljuddesign. Det finns tekniskt inriktad forskning som på CCRMA Stanford University i USA, Speech KTH i Stockholm, musikinriktad forskning som på IRCAM i Paris och hälsoinriktad forskning som på Senter for Musikk og Helse vid Norges Musikhögskola i Oslo och Center för Kultur och Hälsa vid Göteborgs universitet. Några av de tongivande konferenserna och festivalerna är den årliga tävlingen och festivalen Ars Electronica i Linz, den årliga International Computer Music Conference.
I Sverige har sedan 2006 Interactive Institutes forskarmiljö för ljud, Sonic, drivit den internationella konferensen AudioMostly, för ljud och interaktion, med en bred utforskning av ljud och musik i spel, akustik, musikkomposition och lek.